# 札幌バンド

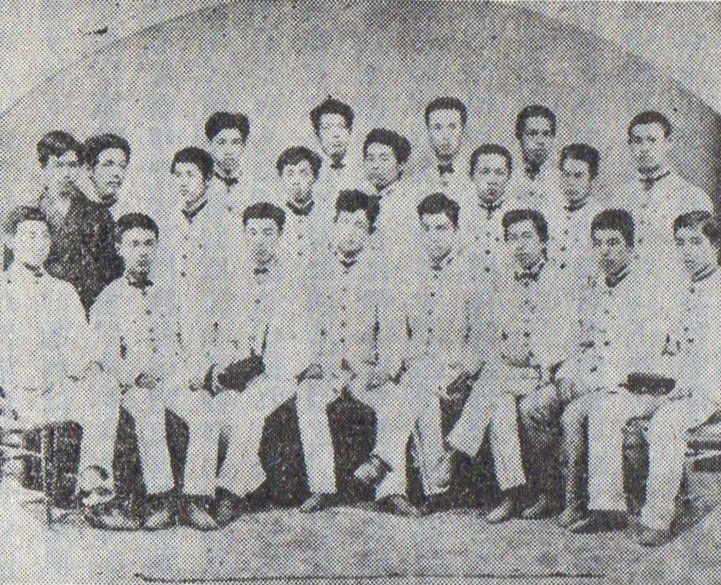
札幌農学校の札幌バンドの青年たち

札幌バンド（さっぽろバンド）は、日本のプロテスタントの発祥地の1つ。札幌バンドの中の内村鑑三、新渡戸稲造、宮部金吾を中心とする青年の活躍は注目され、横浜バンド、熊本バンドと並んで日本のプロテスタント発祥の3基点の1つに数えられている。

## 歴史

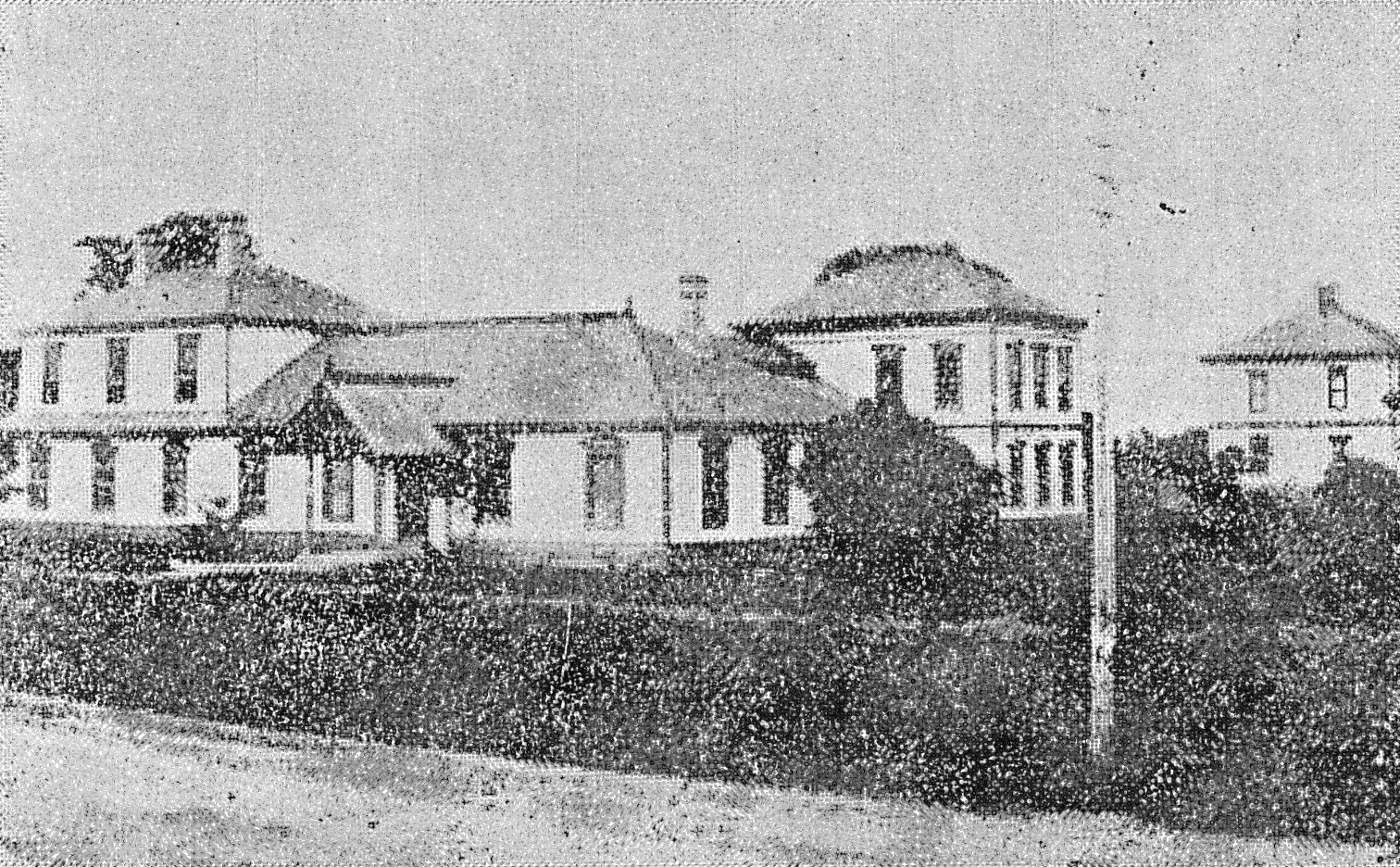
札幌バンドが結成された1880年(明治13年)頃の札幌農学校の校舎

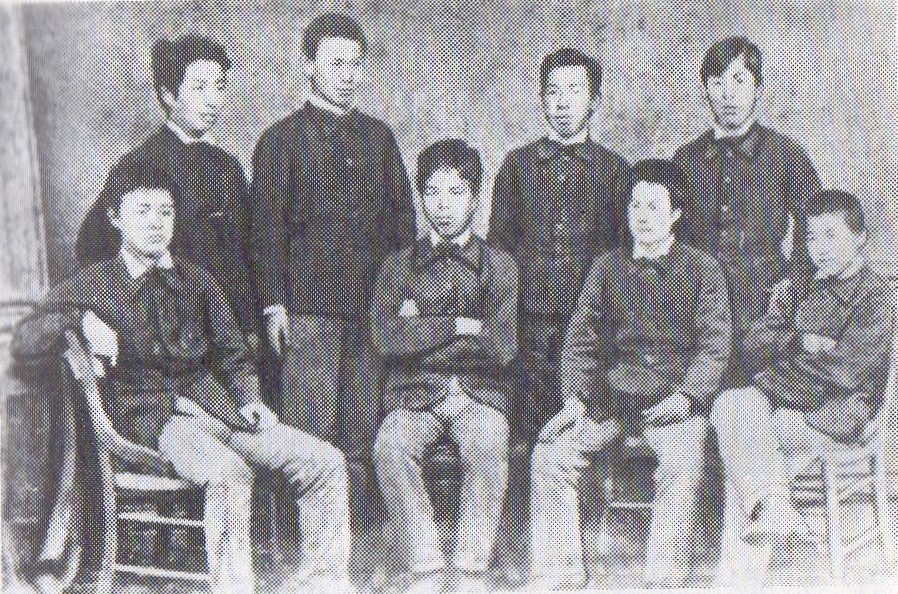
札幌農学校の入学直後の、新渡戸、内村、宮部など二期生たち

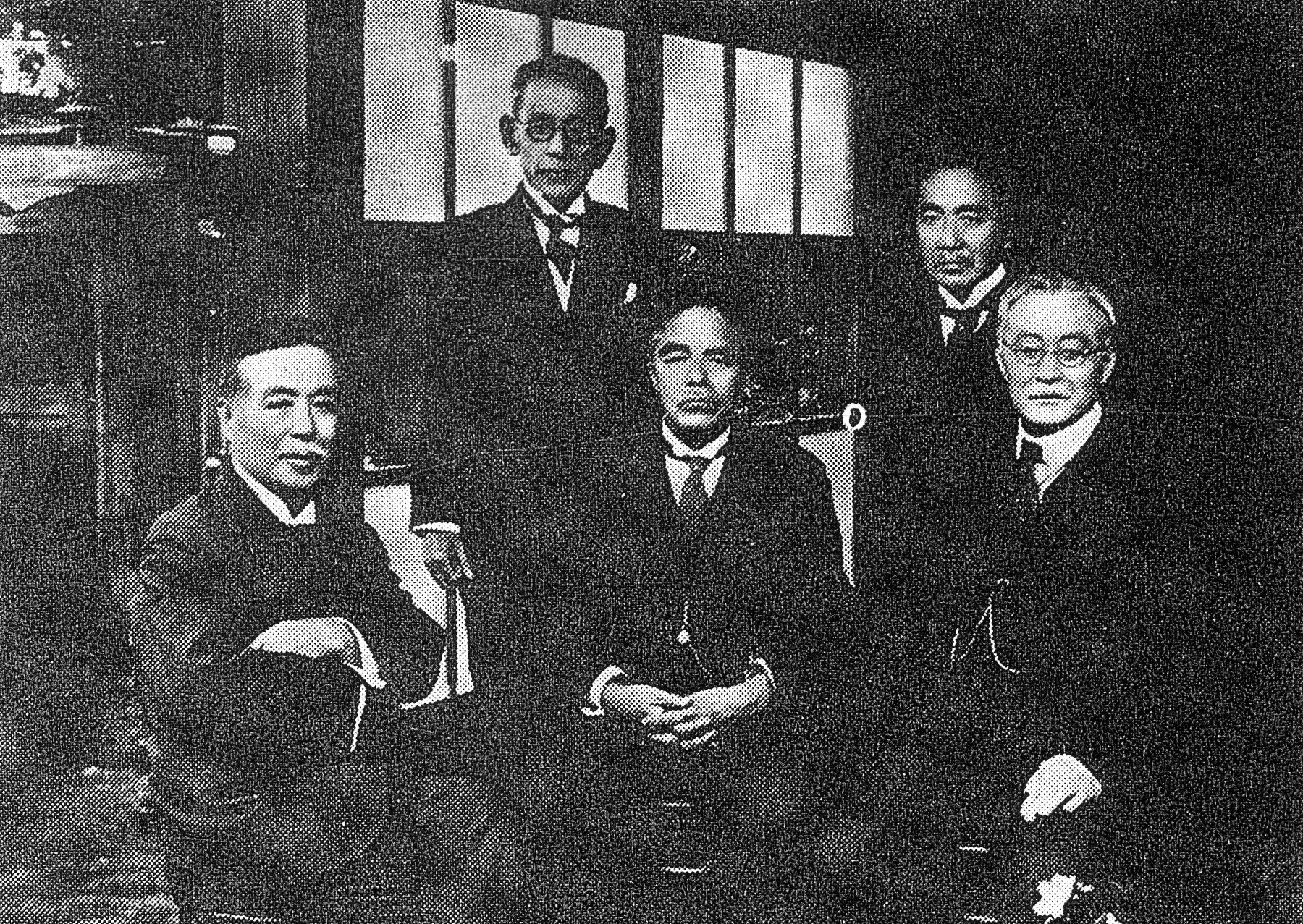
札幌バンドの内村、新渡戸、広井、伊藤、大島によるハリスの墓参

札幌農学校（現在の北海道大学）の草創期の学生は、ウィリアム・スミス・クラーク教頭の感化でキリスト教信者になり、「イエスを信ずる者の契約」に署名をした。この契約に署名した学生の集団は、後に札幌バンドと呼ばれることとなる。「誓約」は、キリストの告白、十字架のキリストへの感謝、その表現としての「真実基督教徒たる諸々の義務」を求めると共に、信仰の基準としての聖書を「神の人の言語を以て顕せる唯一なる直接の天啓」として信ずることも要求されている。ことに注目されるのは、適当な機会がくれば、信仰の諮問を受けた上で受洗し、「或る福音主義の教会に加入すべきこと」を誓約した。青年達は、1878年(明治11年)、メソジスト派の宣教師M.C.ハリスから洗礼を受けた。

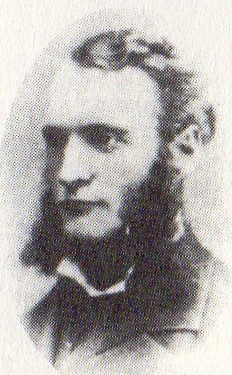
メソジスト派のメリマン・コバルト・ハリス宣教師

1882年(明治15年)、札幌バンドのメンバーは「札幌独立基督教会」を設立してその教会員になっている。しかし、その後、宣教師との関係の悪化により、メソジスト派との関係を絶つことになった。後に、新渡戸稲造はクエーカー派の信徒になり、内村鑑三は無教会を創始する。

## 主要人物
- 伊藤一隆
- 佐藤昌介
- 内田瀞
- 大島正健
- 新渡戸稲造
- 宮部金吾
- 内村鑑三
- 広井勇
- 森本厚吉 - 新渡戸稲造から英文学と倫理学を学び、非常な影響を受ける[1]
- 有島武郎 - 内村鑑三の感化でキリスト教に入信

## 三大バンド
- 札幌バンド（メソジスト）
- 横浜バンド（長老派）
- 熊本バンド（会衆派）

## その他
- 築地バンド（長老派、アメリカ合衆国長老教会、日本基督一致教会、日本基督教会）
- 神戸バンド（会衆派）
- 阪神バンド（会衆派、アメリカン・ボード、日本組合基督教会）
- 静岡バンド（メソジスト、カナダ・メソジスト教会）
- 弘前バンド（メソジスト）
- パーム・バンド（長老派）、スコットランド一致長老教会
- 松江バンド（きよめ派、日本伝道隊）
- 松山バンド（会衆派、同志社）
- 鳥取バンド（会衆派、）
- ホーリネス・バンド（きよめ派、東洋宣教会、日本ホーリネス教会）